# Val di Goima
La val di Goima è una valle delle Dolomiti di Zoldo.

## Geografia
Si tratta di una vallata collaterale dello Zoldano, aprendosi più o meno a metà del suo versante destro. Orientata in direzione est-ovest, è solcata dal torrente Duràn, affluente del Maè.
La valle è delimitata a nord dallo Spiz de Zuel (o Agnellessa, 2.033 m s.l.m.) e a sud dalla catena del San Sebastiano (culminante nel Tamer Grande, 2.547 m). Termina a ovest, ai piedi della Moiazza (2.878 m).
Dal punto di vista amministrativo, la valle è compresa nel comune di Val di Zoldo.
La valle permette i collegamenti tra lo Zoldano all'Agordino mediante la ex strada statale 347, che raggiunge La Valle Agordina attraverso il passo Duran.

## Geografia antropica
La valle è caratterizzata dalla presenza di alcuni piccoli centri abitati, tutti localizzati sulla riva sinistra del Duran e quindi rivolti a sud. I villaggi più popolosi si trovano all'inizio, presso la confluenza di Duran e Maè: si tratta di Dont (188 ab.), Foppa, Pradel (insieme 151 ab.) e Sottorogno (32 ab.). Proseguendo lungo la strada, si incontrano, in successione, Cordelle (55 ab.), Gavaz (68 ab.) e Chiesa (59 ab.). Tra questi ultimi si dirama la strada per Molin, posta più in basso, nei pressi del torrente.
A livello ecclesiastico, l'area è divisa fra le parrocchie di Santa Caterina di Dont di Zoldo, con giurisdizione sui villaggi della bassa valle, e di San Tiziano di Goima (sede a Chiesa), comprendente i rimanenti abitati.
| Controllo di autorità | VIAF (EN) 263706513 |